# Spirostreptus lunelii
Spirostreptus lunelii är en mångfotingart som beskrevs av Jean-Henri Humbert 1866. Spirostreptus lunelii ingår i släktet Spirostreptus och familjen Spirostreptidae. Inga underarter finns listade i Catalogue of Life.